# فراسینتو
فراسینتو (به ایتالیایی: Frassinetto) یک کومونه در ایتالیا است که در استان تورین واقع شده‌است.

## خصوصیات
فراسینتو ۲۴٫۷ کیلومترمربع مساحت و ۲۷۷ نفر جمعیت دارد و ۱٬۰۵۰ متر بالاتر از سطح دریا واقع شده‌است.